# Podlas (Jeziernia)
Podlas – część wsi Jeziernia w Polsce, położona w województwie lubelskim, w powiecie tomaszowskim, w gminie Tomaszów Lubelski.
W latach 1975–1998 Podlas administracyjnie należał do województwa zamojskiego.
Wierni Kościoła rzymskokatolickiego należą do parafii Parafia św. Antoniego Padewskiego w Jezierni.